# 30 de gener
El 30 de gener és el trentè dia de l'any del calendari gregorià. Queden 335 dies per finalitzar l'any i 336 en els anys de traspàs.

## Esdeveniments
Països Catalans
Resta del món
- 1500 - Vicente Yáñez Pinzón descobreix l'eixida al mar del riu Amazones.
- 1649 - A Londres, el rei Carles I d'Anglaterra és decapitat.[1]
- 1661 - Abadia de Westminster (Londres): Oliver Cromwell és desenterrat (havia mort dos anys i mig abans, el 3 de setembre de 1658) i sotmès a una execució ritual.
- 1933 - Alemanya: Adolf Hitler assumeix la cancelleria del Tercer Reich, després que el partit nazi, l'NSDAP fos el més votat a les eleccions de novembre de 1932, i un cop hagué renunciat el canceller Kurt von Schleicher, Von Hindenburg.
- 1948 - A Nova Delhi (capital de l'Índia), l'extremista hindú Nathuram Godse assassina el pacifista Mahatma Gandhi, líder de la independència de l'Índia.[2]
- 1969 - Londres (Anglaterra): The Beatles fan el seu darrer concert al terrat de l'edifici d'Apple Studios, al número 3 de Saville Row.
- 1972 - Derry (Irlanda): L'exèrcit britànic causa 14 víctimes al disparar contra una manifestació pels drets civils (Diumenge Sagnant).[3]
- 1996: Yuji Hyakutake descobreix el cometa Hyakutake. Va ser el més brillant de l'any, i un dels que van passar més a prop de la Terra.[4]
- 2005: Iraq: es realitzen les eleccions per escollir una Assemblea Nacional Constituent, que ha de redactar una nova Constitució per al país i a més, nomenar un president de la República, un primer ministre i a la resta del Govern Provisional. Però aquestes primeres eleccions democràtiques, després de l'ocupació dels Estats Units i l'enderrocament del règim de Saddam Hussein es veuen enfosquides pel boicot de la minoria àrab sunnita als comicis.
- 2007 - Estats Units: Surt a la venda el sistema operatiu Windows Vista de Microsoft, successor del Windows XP.

## Naixements
Països Catalans
- 1809, Sallent: Tomàs Viladomiu i Bertran, industrial i fundador de les colònies Viladomiu Vell i Viladomiu Nou.
- 1837, Sabadell: Agustí Rius i Borrell, mestre i pedagog català.[5]
- 1887, Barcelona: Jordi Rubió i Balaguer, filòleg, bibliotecari, historiador, primer adaptador de la Classificació Decimal Universal, director de l'Escola de Bibliotecàries, les Biblioteques Populars, la Biblioteca de Catalunya i organitzador del Servei de Biblioteques del Front durant la Guerra Civil Espanyola[6]
- 1901, la Bisbal d'Empordà: Llucieta Canyà i Martí, escriptora i conferenciant[7]
- 1912, Albacete: Elisa Piqueras, pintora, escultora i professora espanyola[8]
- 1943, Sabadell: Montserrat Busqué i Barceló, pedagoga musical catalana[9]
- 1949, Istanbul: Lydia Azzopardi, ballarina, coreògrafa, dissenyadora de vestuari nacionalitzada britànica, establerta a Catalunya.[10]
- 1951, Barcelona: Esperança Esteve i Ortega, treballadora social i política catalana, ha estat diputada al Congrés dels Diputats.[11]
- 1971, Alacant: Beatriz Gascó Verdier, enginyera agrícola i política valenciana, diputada a les Corts Valencianes en la IX legislatura.[12]
- 1972, Sarrià de Ter: Encarnación Granados Aguilera, atleta catalana.[13]
- 1979, Castelló de la Plana: Carlos Latre, actor còmic i de doblatge valencià.

Resta del món
- 58 aC, Roma: Lívia Drusil·la, esposa de Claudi i mare de Tiberi.[14]
- 1825, Chênée, Bèlgica: Charles Descardre, horticultor i burgmestre.
- 1832, Madrid, Espanya: Lluïsa Ferranda d'Espanya, princesa d'Orleans i duquessa de Montpensier fou Infanta d'Espanya.
- 1841, París, França: Félix Faure, President de la República Francesa
- 1882, Hyde Park, Nova York: Franklin Delano Roosevelt, 32è president dels EUA.
- 1890, Würzburg: Emy Roeder,  escultora i dibuixant alemanya[15]
- 1899, Pretòria, Sud-àfrica: Max Theiler, bacteriòleg, Premi Nobel de Medicina o Fisiologia del 1951
- 1920
  - Fukuoka, Japó: Machiko Hasegawa, dibuixant de manga, creadora de la tira còmica Sazae-san
  - Lawrence, Kansas: Delbert Mann, director de cinema estatunidenc
- 1924, Chicago: Dorothy Malone, actriu estatunidenca, guanyadora d'un Oscar[16]
- 1925, Portland, Oregon, EUA: Douglas Engelbart, inventor i pioner de la computació estatunidenc, conegut per inventar el ratolí d'ordinador, i com un pioner de la interacció persona-ordinador.
- 1927, Estocolm, Suècia: Olof Palme, polític i estadista suec
- 1929, Mont-real, Quebec: Lucille Teasdale-Corti, pediatra i cirurgiana canadenca, que va treballar a Uganda contribuint al desenvolupament de serveis mèdics al nord del país
- 1930, San Bernardino, Califòrnia, EUA: Gene Hackman, actor americà guanyador de dos Oscars i quatre Globus d'Or.
- 1935, Grosseto, Regne d'Itàlia: Elsa Martinelli, actriu italiana[17]
- 1937:
  - Londres, Regne Unit: Vanessa Redgrave, actriu britànica, guanyadora dels premis Oscar i Globus d'Or.[18]
  - Leningrad, RSFSR, Unió Soviètica: Borís Spasski, Gran Mestre d'escacs, campió del món d'escacs entre 1969 i 1972.
- 1943, Buenos Aires, l'Argentina: Marta Minujín, artista plàstica coneguda per les seves obres avantguardistes.[19]
- 1949, Northfield, Minnesota, EUA: Peter Agre, biòleg nord-americà, Premi Nobel de Química de l'any 2003.
- 1951, Chiswick, Londres, Regne Unit: Phil Collins, bateria i cantant de rock i pop.
- 1961, Liaoyuan, Jilin: Liu Gang, informàtic, matemàtic i enginyer nord-americà d'origen xinès
- 1968, Madrid, Espanya: Felip de Borbó i Grècia, rei d'Espanya.
- 1971, Tel-Aviv, Israel: Assaf Amdurski, cantant, compositor i productor musical israelià.
- 1973, Bucarest, Romania: Mihaela Ciobanu, jugadora d'handbol d'origen romanès, nacionalitzada espanyola.[20]
- 1974, Haverfordwest, Gal·les: Christian Bale, actor anglès, guanyador d'un Oscar.
- 1975, Recife, Brasil: Juninho Pernambucano, futbolista brasiler.
- 1987, Bayrampaşa, Istanbul: Arda Turan, futbolista turc.

## Necrològiques
Països Catalans
- 1806 - Sant Petersburg (Rússia): Vicent Martín i Soler, compositor valencià del classicisme (n. 1754).
- 1875 - Porto (Portugal): Fernando Vázquez Orcall, militar català del bàndol carlí.
- 1919 - Costitx: Margalida Amengual, Na Cativa, laica mallorquina, proclamada venerable per l'Església catòlica (n. 1888).[21]
- 1934 - Sabadell: Agnès Armengol i Altayó, escriptora i pianista, promotora de la participació de les dones en el moviment catalanista (n. 1852).[22][23]
- 1991 - Barcelona: Josep Ferrater Mora, filòsof català.
- 1993 - Cadaqués: Quima Jaume, poeta i assagista catalana (n. 1934).[24]
- 2007 - Miramar (la Safor): Joan Pellicer, metge i etnobotànic valencià (n. 1947).

Resta del món
- 1649 - Londres: Carles I d'Anglaterra, rei d'Anglaterra i d'Escòcia des de 1625 i fins a la seva mort, executat (n. 1600).
- 1730 - Moscou: Pere II de Rússia.
- 1886 - Rianxo (Galícia): Alfonso Rodríguez Castelao, polític, escriptor, pintor i dibuixant gallec (m. 1950).
- 1869 - Londres: Charlotte Alington Barnard, «Claribel», compositora anglesa de balades i cants populars (n. 1830).[25]
- 1889 - Mayerling (Àustria): Rodolf d'Àustria, se suïcida amb la seva amant en l'Incident de Mayerling.
- 1983 - Vença: Élise Freinet, artista, pedagoga, reformadora educacional francesa (n. 1898).[26]
- 1928 - Copenhaguen (Dinamarca): Johannes Andreas Grib Fibiger, metge danès, Premi Nobel de Medicina o Fisiologia de 1926 (n. 1867).
- 1948 - Nova Delhi (Delhi, l'Índia): Mohandas Karamchand, conegut com a Mahatma Gandhi, independentista indi i líder de la resistència pacífica a l'ocupació britànica, és assassinat per l'extremista hindú Nathuram Godse (n. 1869).
- 1951:
  - Stuttgart (Alemanya): Ferdinand Porsche, enginyer austríac fundador i creador de l'empresa alemanya que porta el seu nom (n. 1875).
  - Xangai (Xina): Fei Mu, guionista i director de cinema xinès (n. 1906).[27]
- 1962 - Cambambe, Angola: Alda Lara, poetessa angolesa en llengua portuguesa (n. 1930).[28]
- 1963 - París, França: Francis Poulenc, compositor francès (n. 1899).[29]
- 1969 - Lovaina (Flandes): Dominique Pire, dominic, Premi Nobel de la Pau de 1958 (n. 1910).
- 1991 - Boston, Massachusetts (EUA): John Bardeen, físic estatunidenc, Premi Nobel de Física de l'any 1972 (n. 1908).
- 2001 - Gassin, França: Jean-Pierre Aumont, actor francès.
- 2002 - Nova York: Inge Morath, fotògrafa americana (nascuda austríaca) que va treballar a l'Agència Magnum (n. 1923).[30]
- 2006 - Rosarito, Baixa Califòrnia (Mèxic): Coretta Scott King, escriptora i activista estatunidenca, reconeguda líder de la comunitat negra, vídua de Martin Luther King (n. 1927).[31]
- 2011 - Nova York: John Barry, compositor anglès de música de cinema conegut, sobretot, per les bandes sonores de les pel·lícules Memòries d'Àfrica, Ballant amb llops i per la saga James Bond (n. 1933).
- 2015 - Cambridge: Rose Frisch, científica nord-americana pionera en fertilitat (n. 1918).[32]
- 2016: Girolamo Arnaldi, historiador i professor universitari italià.

## Festes i commemoracions
- Dia Escolar de la No-violència i la Pau
- Dia de la saudade.[33][34]
- Santoral:
  - Adelelm de Burgos, abat, patró de Burgos;
  - Adelelm l'Almoiner, prevere;
  - Fèlix IV papa (actualment, el 22 de setembre);
  - venerable Margalida Amengual i Campaner (Mallorca, 1888-1919), laica;
  - venerable Mary Ward, fundadora de les Dames Irlandeses;
  - servents de Déu Pedro del Campo, frare menor (1592);
  - Prosper Guéranger, benedictí, fundador de la Congregació Benedictina de Solesmes;
  - Carles I d'Anglaterra, rei (només a l'Església Anglicana).
  - Beat Alà de Lilla, venerat a la família benedictina.